# 円山田作
円山 田作（まるやま でんさく、圓山田作、1896年 - ）は、日本の弁護士。日本弁護士連合会第15代会長。長野県上伊那郡飯島町出身。息子は弁護士の円山雅也。

## 略歴
明治29年（1896）長野県旧飯島村（現　上伊那郡飯島町）源吉次男に生れる。不運にして一家離散、志を懐き上京12歳、苦学力行弁護士となる。衆望をにない東京弁護士会、日本弁護士連合会各会長を歴任。第２次大戦後の法制大改革に参画し偉功あり。また巌窟王吉田石松の冤罪を雪ぎ令名全国に馳す。上伊那郷友会、東京飯島会の各会長に推され更に飯島町名誉町民に推戴さる。昭和41年（1966）功により勲二等に叙せらる。
翁の生涯を通ずる不撓の努力と偉大なる行跡を永く郷党の師表として讃えこれを顕彰する。